# Walter Edwin
Pour les articles homonymes, voir Edwin.
Walter Edwin (fl. 1908-1931) est un acteur et réalisateur britannique, actif aux États-Unis pendant la période du muet. Également acteur de théâtre, Walter Edwin fut notamment actif à Broadway (New York) entre 1910 et 1931.

## Filmographie partielle

### Acteur
- 1908 : Saved by Love
- 1911 : A Conspiracy Against the King
- 1911 : A Modern Cinderella
- 1912 : Tony's Oath of Vengeance
- 1912 : The Heir Apparent
- 1912 : The Baby
- 1912 : Comment Washington traversa le Delaware (How Washington Crossed the Delaware)
- 1912 : Is He Eligible?
- 1912 : Blinks and Jinks, Attorneys at Law
- 1912 : Billie
- 1912 : The Artist and the Brain Specialist
- 1912 : Master and Pupil
- 1912 : Madame de Mode
- 1912 : Nerves and the Man
- 1912 : What Happened to Mary
- 1912 : The Librarian
- 1912 : Alone in New York
- 1912 : The Boy and the Girl
- 1912 : The Governor
- 1912 : Lazy Bill Hudson
- 1912 : Cynthia's Agreement
- 1912 : Mary in Stage Land
- 1912 : The Usurer's Grip
- 1912 : At the Masquerade Ball
- 1912 : The Affair at Raynor's
- 1912 : The Land Beyond the Sunset
- 1912 : A Baby's Shoe
- 1912 : The Non-Commissioned Officer
- 1912 : The Old Reporter
- 1912 : The Totville Eye
- 1913 : It Is Never Too Late to Mend
- 1913 : An Unsullied Shield
- 1913 : Leonie
- 1913 : The Mountaineers
- 1913 : A Perilous Cargo
- 1913 : The Phantom Ship
- 1913 : Who Will Marry Mary?

### Réalisateur
- 1913 : False to Their Trust
- 1913 : The Governess
- 1913 : The Doctor's Photograph
- 1913 : The Ranch Owner's Love-Making
- 1913 : Ann
- 1913 : A Youthful Knight
- 1913 : The Gauntlets of Washington
- 1913 : The Dean's Daughters
- 1913 : A Way to the Underworld
- 1913 : With the Eyes of the Blind
- 1913 : The Duke's Dilemma
- 1913 : The Man Who Wouldn't Marry
- 1913 : When the Right Man Comes Along
- 1913 : When Greek Meets Greek
- 1913 : The Prophecy
- 1913 : The Translation of a Savage
- 1913 : An Almond-Eyed Maid
- 1913 : Her Royal Highness
- 1913 : Mary Stuart
- 1913 : The Story of the Bell
- 1913 : Who Will Marry Mary?
- 1913 : A Proposal from the Duke
- 1913 : The Robbers
- 1913 : A Proposal from the Spanish Don
- 1913 : A Light on Troubled Waters
- 1913 : The Desperate Condition of Mr. Boggs
- 1913 : A Proposal from the Sculptor
- 1913 : The Contents of the Suitcase
- 1913 : The Girl and the Outlaw
- 1913 : A Proposal from Nobody
- 1913 : A Daughter of the Wilderness
- 1913 : A Woodland Paradise
- 1913 : A Face from the Past
- 1913 : Elise, the Forester's Daughter
- 1913 : A Proposal Deferred
- 1913 : Alexia's Strategy
- 1913 : A Proposal from Mary
- 1914 : A Lonely Road
- 1914 : The Active Life of Dolly of the Dailies
- 1914 : The Man of Destiny
- 1914 : His Grandchild
- 1914 : Sophia's Imaginary Visitors
- 1914 : Comedy and Tragedy
- 1914 : A Princess of the Desert
- 1914 : When East Met West in Boston
- 1914 : Frederick the Great
- 1914 : The Viking Queen
- 1914 : The Witch Girl
- 1914 : His Big Chance
- 1914 : A Girl of the People
- 1914 : The Phantom Cracksman
- 1914 : The Heart of the Night Wind
- 1914 : A Lonely Salvation
- 1914 : The Heart of the Hills
- 1915 : My Lady High and Mighty
- 1915 : The Spendthrift
- 1915 : The Woman Next Door
- 1915 : The Green Cloak
- 1915 : The Sentimental Lady
- 1915 : The Danger Signal
- 1916 : Gloria's Romance
- 1917 : A Mute Appeal